# Carmina Verdú
Carmina Verdú Ferrer (Valencia, 9 de abril de 1983) es una ex gimnasta rítmica española que fue componente de la selección nacional de gimnasia rítmica de España en modalidad individual y de conjuntos, llegando a participar con el conjunto español en los Juegos Olímpicos de Sídney 2000 (10º puesto). Con el Club Atlético Montemar fue campeona de España sénior individual (1998) y campeona de la Copa de España (1999), además de lograr otras preseas.

## Biografía deportiva

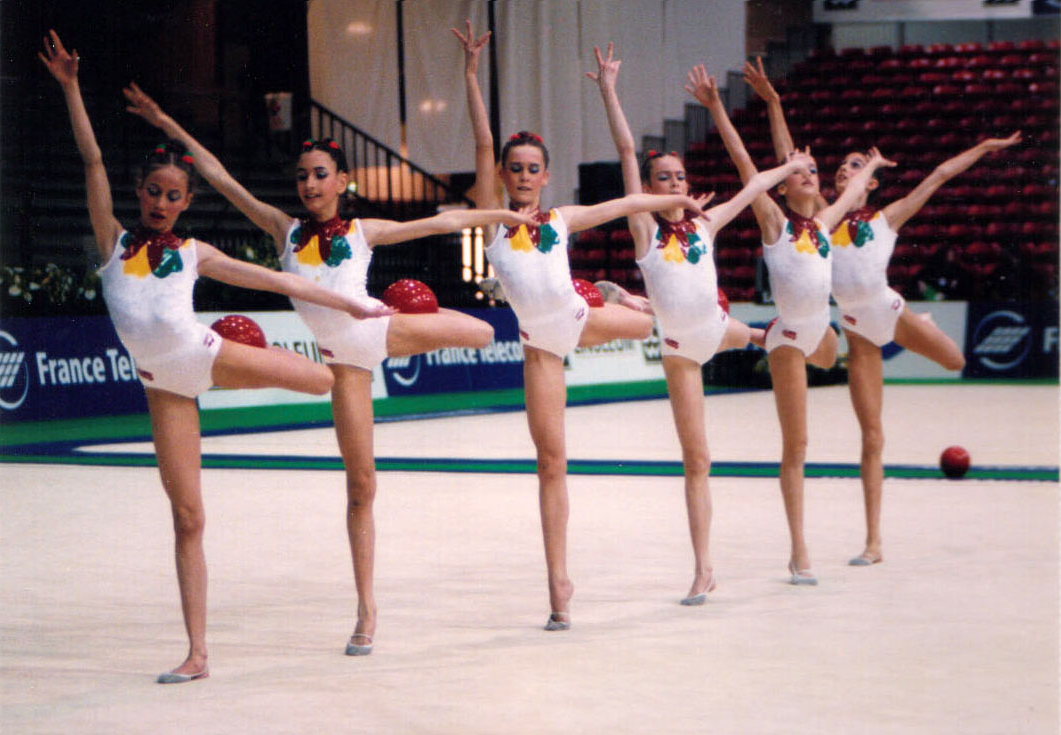
Carmina (2ª a la derecha) con el conjunto español júnior en el Campeonato Europeo de Asker/Oslo (1996).

### Inicios
Se inició en la gimnasia rítmica ingresando en el Club Atlético Montemar de Alicante. Hacia 1996 fue seleccionada para el conjunto júnior español. Con el mismo, fue ese año 5ª en el torneo internacional de Thiais y acabó en el puesto 15º en el Campeonato de Europa celebrado en Asker/Oslo. Aquel conjunto júnior estaba integrado por Carmina, Marta Calamonte, Ana del Toro, Carolina Malchair, Carolina Montes, Beatriz Nogales y, como suplentes, Blanca López Belda y Tania Pacheco. 
Para 1998 logró ser campeona de España en categoría sénior en el Campeonato de España Individual celebrado en Reus.
A pesar de que para entonces aún no entrenaba en la concentración del equipo nacional, en julio de 1998 participó representando a España en los Juegos Mundiales de la Juventud en Moscú, siendo 23ª en categoría sénior individual. A finales de 1998 fue campeona de España de conjuntos en 1ª categoría con el Club Atlético Montemar en Zaragoza. A comienzos de junio de 1999 logró ser subcampeona de España en 1ª categoría, obteniendo también la plata en cuerda y el oro tanto en aro como en cinta el Campeonato de España Individual celebrado en Leganés. El 20 de junio, Verdú se proclamó campeona de la Copa de España de gimnasia rítmica en Villena (Alicante).

### Etapa en la selección nacional

#### 2000: Juegos Olímpicos de Sídney
En 2000 ingresó en el conjunto sénior de la selección nacional de gimnasia rítmica de España, entrenando desde entonces en el Centro de Alto Rendimiento de Madrid. Desde 1999, Nancy Usero era seleccionadora y entrenadora del conjunto. Nancy contaba con Dalia Kutkaite como asistente y entrenadora del conjunto júnior. Para el año olímpico el combinado español compuso nuevos montajes tanto para el ejercicio de 3 cintas y 2 aros, ahora con música de Los Activos y Vicente Amigo, como para el de 10 mazas, con un medley de The Corrs y Loreena McKennitt. En ambos Carmina sería gimnasta titular. Del 2 al 11 de enero se concentraron en el Centro de Alto Rendimiento para entrenamiento en altura del CSD en Sierra Nevada (Granada). En los torneos internacionales de inicio de temporada lograron buenos resultados, como la plata en la general, el oro en mazas y la plata en el mixto en Madeira, el bronce en la general, el 8º puesto en mazas y la plata en el mixto en Thiais, la plata en Kalamata y nuevamente una plata en Málaga.
En septiembre de 2000 tuvieron lugar los Juegos Olímpicos de Sídney. El conjunto español, integrado por Carmina, Igone Arribas, Marta Calamonte, Lorena Guréndez, Carolina Malchair y Beatriz Nogales, tenía la oportunidad de revalidar la medalla de oro conquistada cuatro años atrás en Atlanta en la misma competición. Sin embargo, una serie de errores en la ejecución de los dos ejercicios, como un nudo en una cinta y dos caídas de mazas, provocó que el combinado español se situara en la décima y última posición en la fase de clasificación, por lo que no pudo participar en la final.

### Retirada de la gimnasia
Carmina se retiró a finales del año 2000, tras disputar los Juegos Olímpicos de Sídney. Posteriormente se licenció en Derecho y ADE en la Universidad Francisco de Vitoria en Pozuelo de Alarcón, hizo un postgrado en fiscalidad empresarial en la Universidad Pontificia Comillas de 2008 a 2009, y trabajó como asesor fiscal en Ernst & Young de 2008 a 2010. De 2010 a 2014 fue asesora jurídico-fiscal en el despacho Equipo Económico y en 2013 cursó el Executive MBA de IESE Business School. De 2014 a 2016 trabajó en el área corporativa de la sociedad patrimonial Helibética, y desde 2016 trabaja como management staff en Gas Natural Fenosa.
El 25 de noviembre de 2017, Carmina asistió al homenaje a las 9 gimnastas olímpicas de la Comunidad Valenciana, organizado por la Federación Valenciana de Gimnasia durante la Fase Final del Circuito Iberdrola de Gimnasia Rítmica en el Pabellón Pedro Ferrándiz de Alicante. Al mismo asistieron Carmina, Maisa Lloret, Carolina Pascual, Marta Baldó, Marta Linares, Isabel Pagán, Alejandra Quereda y Elena López, con la ausencia de Estela Giménez, que no pudo acudir al acto. También fue homenajeada en el mismo la entrenadora Rosa Menor, ex seleccionadora nacional de gimnasia rítmica. A todas ellas se les hizo entrega de un ramo, un plato condecorado del Ayuntamiento de Alicante y un collar de oro con los aros olímpicos.

## Equipamientos
| Período      | Proveedor |
| ------------ | --------- |
| 1996 - 2000  | Arena     |
| 2000 (JJ.OO) | Fumarel   |

## Música de los ejercicios
| Año  | Aparatos          | Música |
| ---- | ----------------- | --- |
| 1999 | Aro               | O Fortuna, incluida en la cantata Carmina Burana de Carl Orff.                                                       |
| 2000 | 10 mazas          | Medley de The Corrs y Loreena McKennitt, con los temas «Toss the Feathers», «Irish Music», «Someday» y «Erin Shore». |
| 2000 | 3 cintas y 2 aros | Medley de Los Activos y Vicente Amigo, con los temas «Mestizo», «Poeta en el viento» y «Flor de la noche».           |

## Palmarés deportivo

### A nivel de club
| 1998 - Campeonato de España Individual en Reus Oro en concurso general (categoría sénior) - Campeonato de España de Conjuntos en Zaragoza Oro en concurso general (1ª categoría) 1999 - Campeonato de España Individual en Leganés Plata en concurso general (1ª categoría) Plata en cuerda Oro en aro Oro en cinta - Copa de España en Villena Oro en concurso general |

### Selección española
| 1996 - Torneo Internacional de Thiais 5º puesto en final (6 pelotas) - Campeonato de Europa de Asker/Oslo 15º puesto en preliminares (6 pelotas) 1998 - Juegos Mundiales de la Juventud de Moscú 23º puesto en concurso general 2000 - Madeira Cup Plata en concurso general Oro en 10 mazas Plata en 3 cintas y 2 aros | 2000 (continuación) - Thiais Bronce en concurso general 8º puesto en 10 mazas Plata en 3 cintas y 2 aros - Kalamata Cup Plata en concurso general - Málaga International Plata en concurso general - Juegos Olímpicos de Sídney 2000 10º puesto en calificación |

## Premios, reconocimientos y distinciones
- Entrega de un collar de oro con los aros olímpicos y un plato condecorado del Ayuntamiento de Alicante en el homenaje a las 9 gimnastas olímpicas de la Comunidad Valenciana, organizado por la Federación Valenciana de Gimnasia el 25 de noviembre de 2017 durante la Fase Final del Circuito Iberdrola de Gimnasia Rítmica en el Pabellón Pedro Ferrándiz de Alicante.[11]

## Filmografía

### Programas de televisión
| Programas de televisión | Programas de televisión | Programas de televisión | Programas de televisión |
| Año                     | Título                  | Cadena                  | Notas                   |
| ----------------------- | ----------------------- | ----------------------- | ----------------------- |
| 1999                    | Escuela del deporte     | La 2 de TVE             | Aparición en reportaje  |